# ふりむけば日本海
「ふりむけば日本海」（ふりむけばにほんかい）は、2005年3月13日に発売された五木ひろしのシングル。

## 解説
- 芸名を頂戴した五木寛之と初めてコラボレーションした作品。

## 収録曲
1. ふりむけば日本海（4分45秒）
作詞：五木寛之／作曲：五木ひろし／編曲：川村栄二
2. 越前有情（ニューバージョン）（3分32秒）
作詞：絽端久倫／作曲：弦哲也／編曲：前田俊明